# 中静悠斗
中静 悠斗（なかしず ゆうと、2006年11月29日 - ）は、日本の男子バドミントン選手。

## 経歴
ふたば未来学園中・高で競技に打ち込む。
2021年の全国中学校大会で男子ダブルスで、藤吉珠李とのペアで有江琥珀 / 稲川蓮二郎を破って優勝。

### 2023年
ふたば未来高校で、上級生の引退後から同学年の松川健大とペアを組む。
9月の全日本ジュニア選手権では、決勝で埼玉栄高校の三浦大地 / 稲川蓮二郎に逆転勝利し優勝。男子シングルスでも松川健大や山田琉碧を破って優勝し、2冠を達成した。

### 2024年
3月の全国高校選抜大会の個人戦男子ダブルスでは、準決勝にて埼玉栄高校の有江琥珀 / 澤田修志との試合で、ファイナルゲームにもつれた末勝利。決勝でも埼玉栄の三浦大地 / 稲川蓮二郎にストレートで勝利し優勝を果たした。
10月の世界ジュニア選手権では、中国の陳俊廷 / 劉峻栄等の強豪ペアを破って準決勝に進出。準決勝ではアジアジュニア王者の胡珂源 / 林祥毅に敗れるが銅メダルを獲得。男子ダブルスの日本勢としては5年ぶりのメダル獲得となった。